# Le Sang et l'Or
Cet article porte sur le roman d’Anne rice. Pour le roman L’Or et le Sang, voir Pierre Gamarra
 (octobre 2014).
Le Sang et l'Or (titre original : Blood and Gold) est le huitième tome des Chroniques des vampires, écrites par Anne Rice et publié en 2001.

## Résumé
La plus grande partie du livre est consacrée à l'autobiographie du vampire Marius. Le premier et le dernier chapitre sont centrés sur le vampire nordique Thorne, à qui Marius raconte sa vie, et sur les conséquences du réveil et de la mort d'Akasha, dans La Reine des damnés.
On y découvre comment Marius devint vampire, son existence et ses rencontres, notamment avec Armand.